# Acrylamidase
Acrylamidase ist ein Enzym aus der Gruppe der Amidasen, das zum Verringern des Acrylamidgehalts in Wasser und Polyacrylamiden eingesetzt wird. Ein Einsatz ist auch in Lebensmitteln möglich. Die Acrylamidase katalysiert den hydrolytischen Abbau von Acrylamid zu Ammoniak und Propensäure.

## Vorkommen
Acrylamidase wird von verschiedenen Mikroorganismen gebildet, die aus der Zersetzung von Acrylamid Energie gewinnen. Zu den Acrylamidase-bildenden Bakterien zählen zum Beispiel die im Boden lebenden Arthrobacter sp. DBV1 und Bacillus tequilensis (BITNR004). Das Enzym liegt intrazellulär vor.

## Abbaureaktion
Der Abbau von Acrylamid erfolgt hydrolytisch:
{\displaystyle {\ce {CH2CHCONH2 + H2O -> CH2CHCOOH + NH3}}}

## Patente
Im Jahr 1987 wurde in der USA ein Patent für den Einsatz von Acrylamidase aus einem breiten Spektrum von Bakterien zum Einsatz in Wasser-Öl-Emulsionen erteilt. Seitdem wurden inner- und außerhalb der USA mehrere Patente für Acrylamidase erteilt.